# Ahmad Yasavi
Khoja Ahmad Yasavi o Ahmed Yesevi (en kazajo: Қожа Ахмет Ясауи, Qoja Ahmet Yasawï, en persa: خواجه احمد یسوی‎ Khwaja Ahmad Sayrām, 1106-Turkestan, 1166) fue un asceta sufí y poeta túrquico, un místico temprano que tuvo una enorme influencia en el desarrollo de las órdenes sufíes en todo el mundo de habla túrquica. Yasavi es el primer poeta túrquico conocido en componer poesía en túrquico medio. Fue pionero del misticismo popular y fundó la primera orden sufí túrquica, la Yasawiyya o Yeseviye (es decir, "yasavita"), que se extendió muy rápidamente por las áreas de habla túrquica. Era un erudito hanafí como lo fue su murshid, Yusuf Hamdani.
Cuando era joven su familia se trasladó a Yasī, donde comenzó su enseñanza. Se le atribuye la autoría del Libro de la Sabiduría, una colección de poesía mística.
Estableció una organización mística cuyos rituales preservaron las costumbres islámicas turco-mongolas y promovió la difusión del misticismo sufi por todo el mundo de habla turca. Su poesía influenció en la literatura de Turquía e indujo el desarrollo de la literatura folclórica mística.
Se le rinde honor como santo y Tamerlán le erigió un esplendoroso mausoleo sobre su tumba entre 1397 y 1398.

## Primeros años de vida
Ahmed Yesevi fue hijo de Ibrahim y nació en Sairam (actualmente parte de Kazajistán) a finales del siglo XI. Perdió a su padre a la edad de siete años y luego fue criado por Arslan Baba. Para entonces, Yesevi ya había avanzado a través de una serie de altas etapas espirituales y, bajo la dirección de Arslan Baba, el joven Ahmad alcanzó un alto nivel de madurez y poco a poco comenzó a ganar fama por todos los alrededores. Su padre Ibrahim ya había sido conocido en esa región por realizar innumerables hazañas y se contaban muchas leyendas sobre él. En consecuencia, se reconoció que, con respecto incluso a su linaje, este joven tranquilo y modesto, que siempre escuchaba a su hermana mayor, ocupaba una posición importante espiritualmente. 
Yesevi se trasladó más tarde a Bujará y continuó sus estudios con el murshid Yusuf Hamdani de la orden Naqshbandiyya. Tras la muerte de este, la dirección de su khanqah pasó primero a manos de ʻAbdullah Barki y luego a Hassan-i Andākī. Yasavi se convirtió en el murshid principal de la orden Naqshbandi cuando Hassan-i Andākī murió en 1160. Luego, cedió este puesto a Abdul Khaliq Ghajadwani siguiendo el consejo de Hamadani y se trasladó a la ciudad de Turkestán para difundir el islam en la región de Turquestán.

## Influencia
Ahmad Yasavi hizo esfuerzos considerables para difundir el islam en Asia Central y tuvo numerosos discípulos en la región. Los poemas de Yasavi dieron origen a un nuevo género de poesía popular religiosa en la literatura túrquica de Asia Central e influyeron en muchos poetas religiosos en estos países. Yasavi convirtió a la ciudad de Yasī, en el principal centro de aprendizaje de la estepa kazaja, y luego se retiró a una vida de contemplación a la edad de 63 años. Cavó él mismo una celda subterránea donde pasó el resto de su vida. 
El académico túrquico Hasan Basri Çantay señaló que: "Fue un rey selyúcida quien trajo a Rumi, el gran poeta sufí, a Konya; y fue en el periodo selyúcida cuando Ahmed Yasavi, otro gran sufí, vivió y enseñó. La influencia de esos dos notables maestros ha continuado hasta el presente". Yasavi también es mencionado por el periodista Edward Campbell (escribiendo como Ernest Scott) como uno de los Khwajagan, grandes maestros sufíes de Asia Central. Yasavi también ejerció influencia en el poeta turco Yahya Kemal Beyatlı, quien dijo: "¿Quién es ese Ahmad Yasavi? Si lo estudias, encontrarás en él a nuestra nacionalidad".

## Legado
- Tamerlán ordenó la construcción del mausoleo de Khoja Ahmad Yasavi[13] posteriormente en el lugar de su tumba, en la ciudad de Turkestán. La orden sufí Yesevi que fundó continuó siendo influyente durante varios siglos después de su muerte, y los jeques yesevíes Sayyid Ata ocuparon puestos destacados en la corte de Bujará en el siglo XIX.[14] Se ha afirmado que en la escuela Yasawiyya existe la mayor influencia de elementos chamánicos de todas las órdenes sufíes.[15]
- Yesevi fue autor del Libro de la Sabiduría (en túrquico: ديوان حكمت, Dīvān-i Ḥikmet), una colección de poemas, en túrquico medio.[3] El libro se publicó en 1905 y 1895 en Kazán.[4]
- Idries Shah, de la orden Naqshbandi, menciona el linaje de Yasavi en El libro del libro.[16]
- La primera universidad kazajo-turca, la Universidad Ahmet Yesevi en Turkestán,[17] fue bautizada en su honor.

## Leyendas sobre Ahmed Yasavi

### Palmera datilera
Cuenta la leyenda que un místico religioso, Arystan-Bab, fue el maestro y mentor espiritual de Khoja Ahmad Yasavi. Según esta tradición, fue Arystan Bab quien le transmitió el amanat, que estaba contenido en una pepita de palmera datilera. Según una leyenda, Arystan Bab era un compañero del profeta Mahoma. Un día, el Profeta Mahoma y sus compañeros se sentaron y comieron dátiles. Una de las frutas se cayó del plato y el Profeta escuchó la revelación: "Este dátil es para el musulmán Ahmad, que nacerá 400 años después que Tú". El Profeta preguntó a sus compañeros quién pasaría este fruto a su futuro dueño. Nadie se ofreció como voluntario. El Profeta repitió la pregunta, y entonces Arystan Bab le respondió: "Si le ruegas a Alá que me dé 400 años de vida, yo le daré el dátil".

### El sueño de Tamerlán
Se cree que una noche Tamerlán vio a Ahmad Yasavi en un sueño, en el que Yasavi predecía buenas nuevas sobre su inminente conquista de Bujará. Interpretando esto como una señal, Tamerlán emprendió una campaña que en efecto tuvo éxito. Después de su victoria, decidió visitar la tumba de Yasavi y ordenó construir allí el majestuoso mausoleo.

## Galería

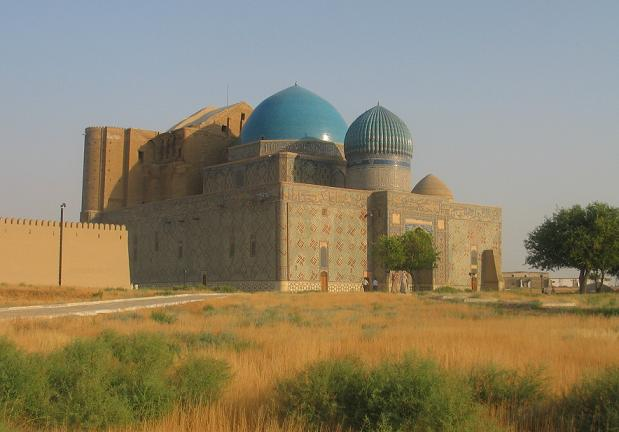
Mausoleo de Khoja Ahmad
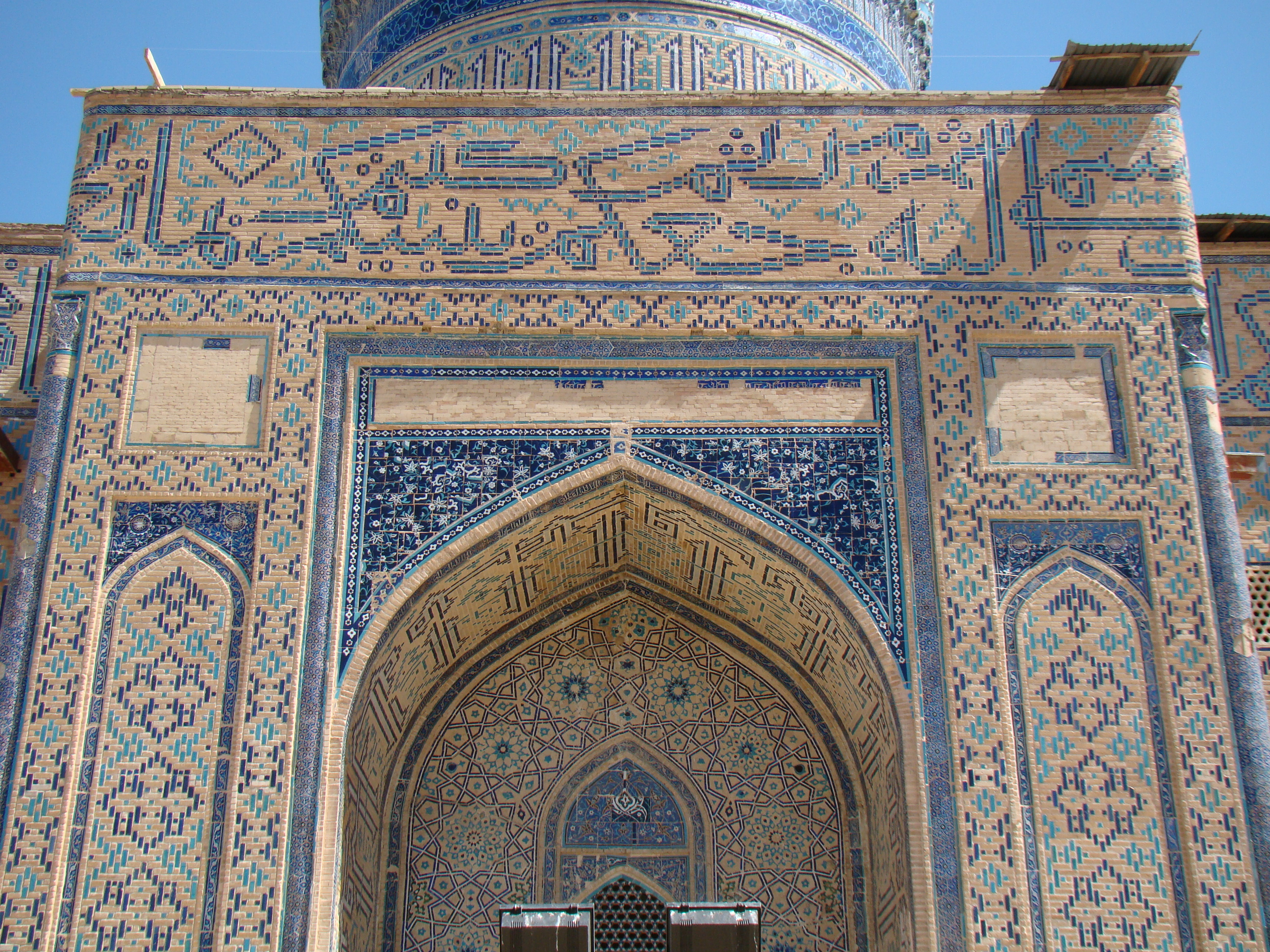
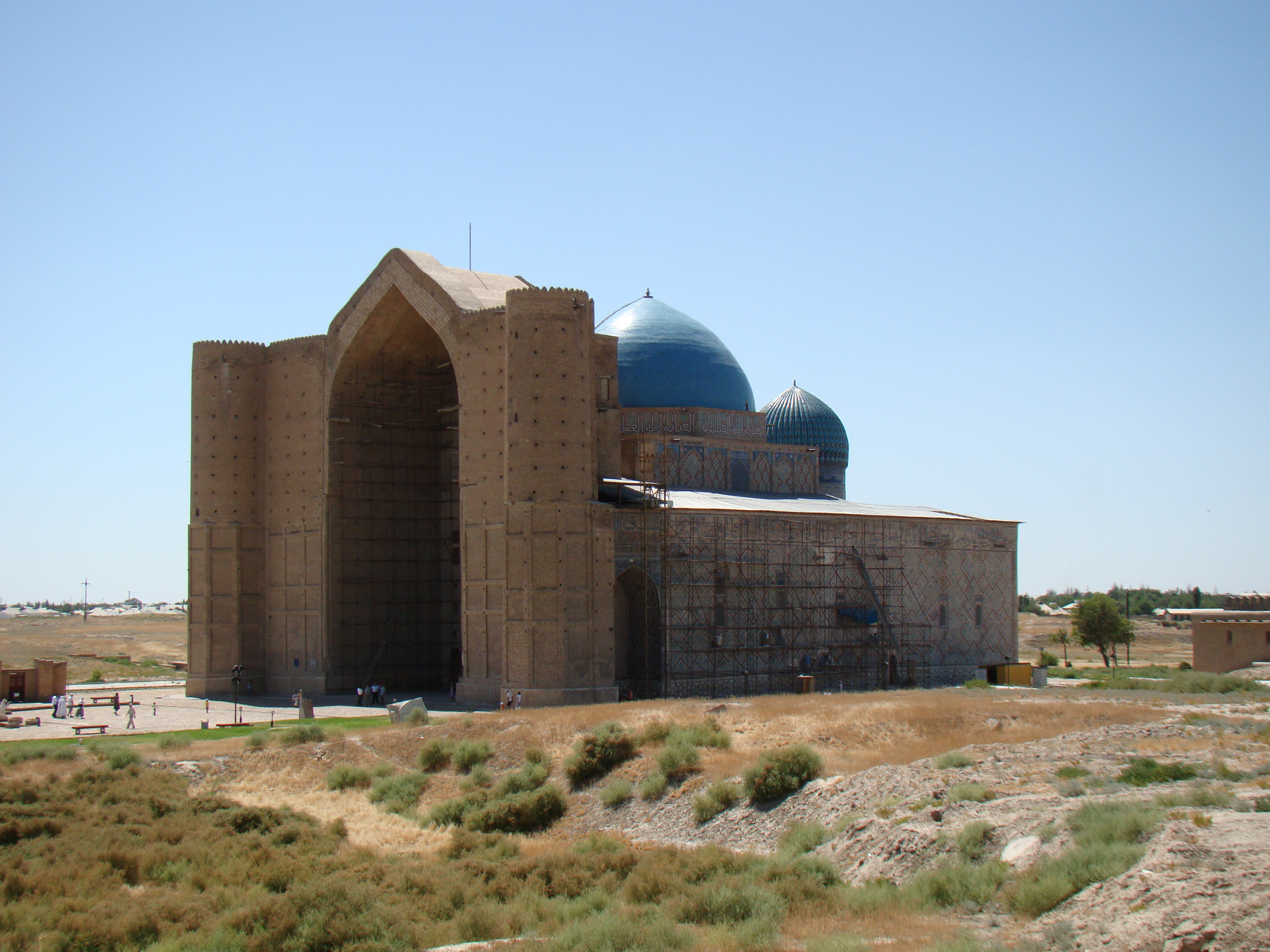
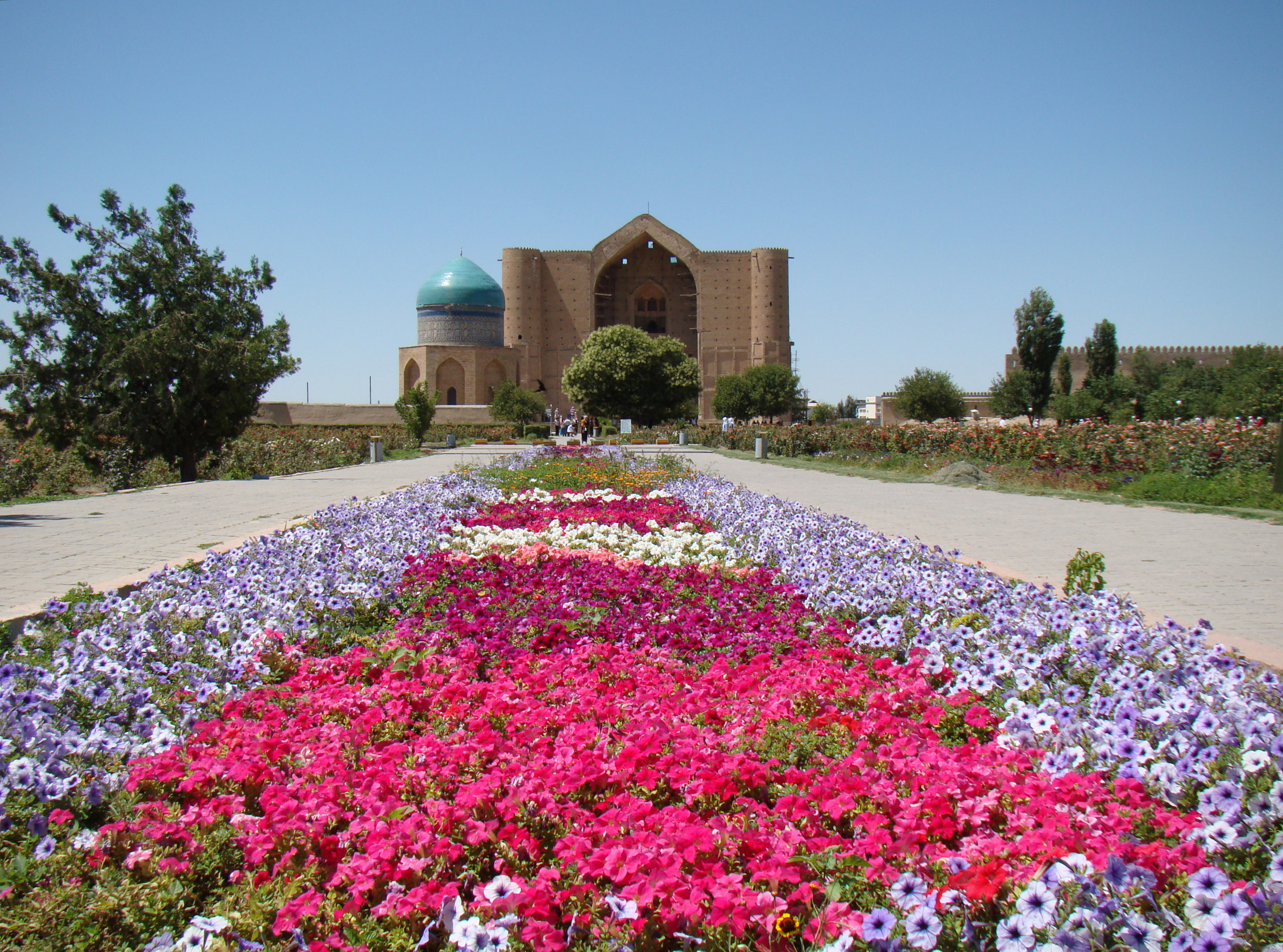
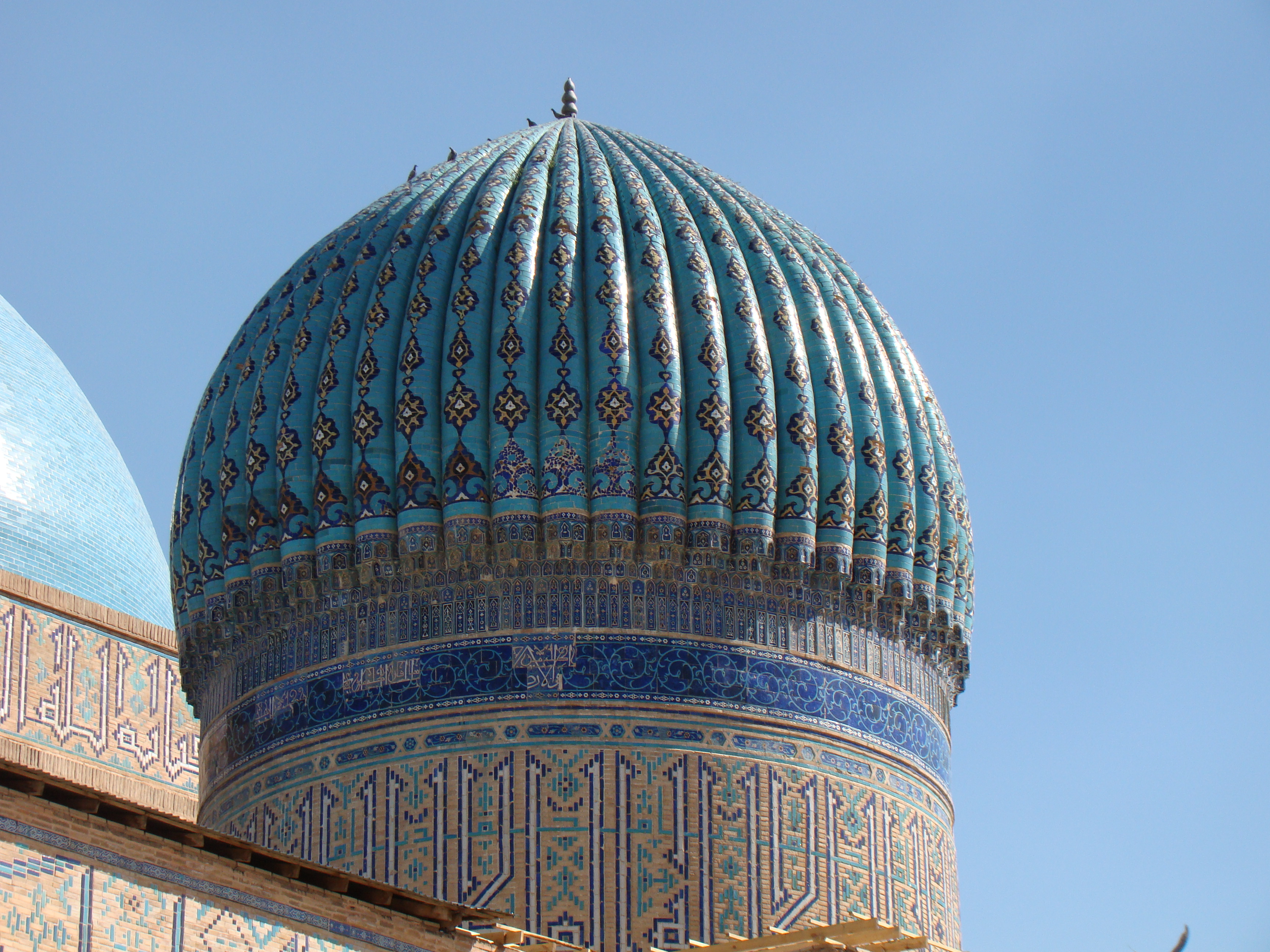
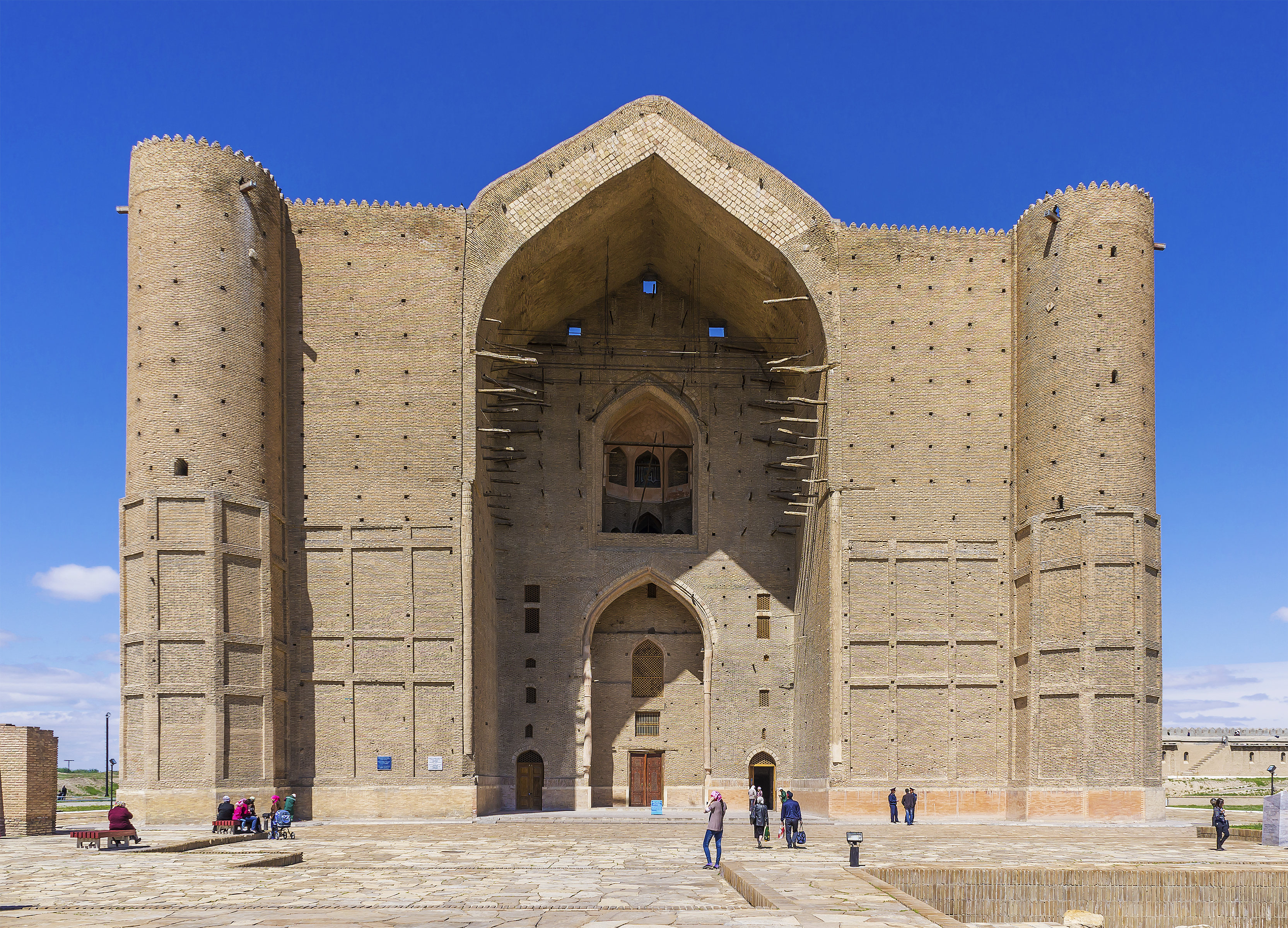